# Pseudocratie
 (signalé en mai 2025).
Si vous disposez d'ouvrages ou d'articles de référence ou si vous connaissez des sites web de qualité traitant du thème abordé ici, merci de compléter l'article en donnant les références utiles à sa vérifiabilité et en les liant à la section « Notes et références ».
- Archive Wikiwix
- Bing
- Cairn
- DuckDuckGo
- E. Universalis
- Gallica
- Google
- G. Books
- G. News
- G. Scholar
- Persée
- Qwant
- (zh) Baidu
- (ru) Yandex
- (wd) trouver des œuvres sur Wikidata

 (novembre 2022).
La pseudocratie est une forme de gouvernement.
Le nom vient des mots grecs ψεῦδος (pseudos : mensonge, tromperie, contrevérité) et κράτειν (kratein : gouverner) et signifie quelque chose comme 'gouverner avec des mensonges et des tromperies'.
Dans une démocratie toute autorité (directement ou indirectement) vient du consentement du peuple. Dans une pseudocratie, cependant, ce mécanisme démocratique est mis à mal, puisque le peuple est privé de l'information nécessaire et même une désinformation a lieu, dans le but de maintenir les gouvernants au pouvoir.